# 霍布森 (得克萨斯州)
霍布森（英語：Hobson）是美國德克薩斯州卡恩斯城的一個非建制地區。郵遞區號為78117。根據《德克薩斯州手冊》（Handbook of Texas）顯示，該社區的人口於2000年估計有135人。

## 外部來源
- 美國地質調查局地名資訊系統：Hobson, Texas
- 線上版《Handbook of Texas》中的Hobson, Texas